# Washington megye (Illinois)
Washington megye az Amerikai Egyesült Államokban, azon belül Illinois államban található. Megyeszékhelye Nashville. Lakosainak száma 13 761 fő (2020. április 1.). Washington megye Clinton, Perry, St. Clair, Randolph, Marion és Jefferson megyékkel határos.

## Népesség
A megye népességének változása:
| Lakosok száma | 14 699 | 14 590 | 14 640 | 14 448 | 14 270 | 13 761 |
|               | 2010   | 2011   | 2012   | 2013   | 2015   | 2020   |